# Миркович, Филип
Филип Миркович (серб. Filip Mirković; 7 октября 1988, Нови-Сад) — сербский хоккеист, защитник. Выступал за сборную Сербии.

## Карьера
Воспитанник хоккейной школы «Войводины», некоторое время выступал в составе этого клуба. Сейчас играет за белградский «Партизан». В составе сербской сборной играет с 2005 года, на чемпионатах мира с 2007 года.